# Ximena Díaz

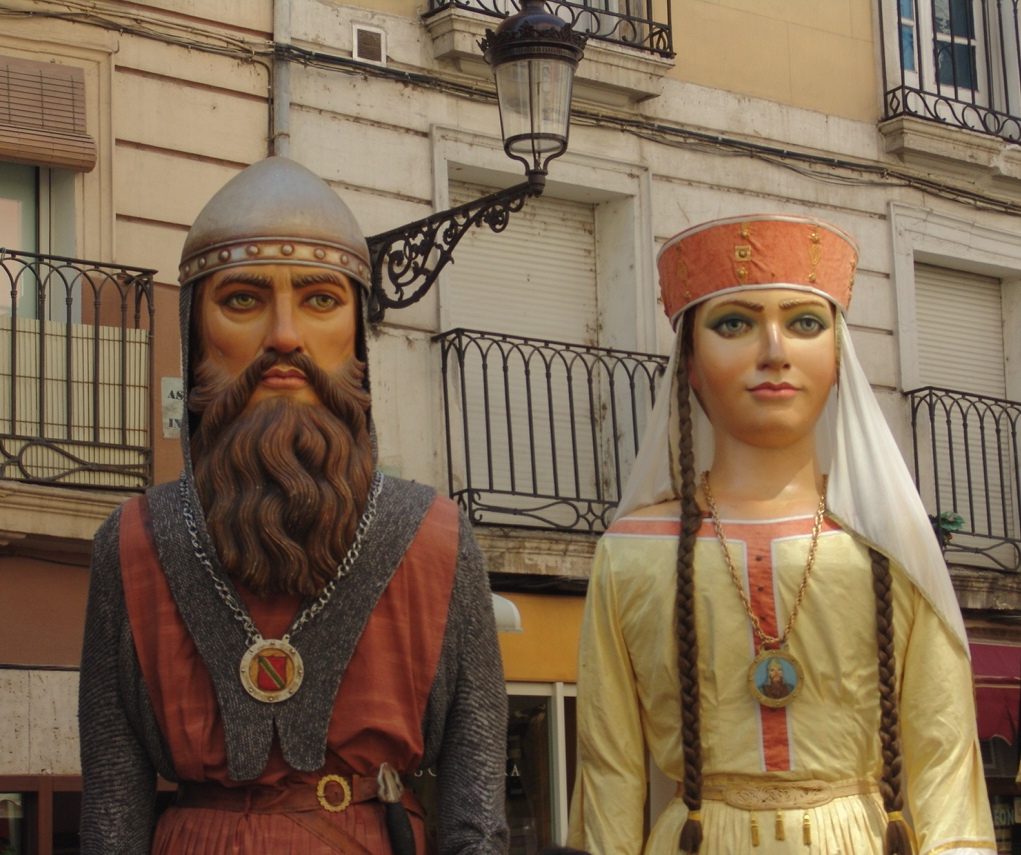
Representació a les festes de Burgos

Ximena Díaz o Donya Ximena (cap al 1046 - 1116) fou l'esposa de Rodrigo Díaz de Vivar El Cid, princesa de València entre 1093 i 1102. Era filla del comte d'Astúries don Diego Rodriguez de las Astúries (cap al 1034) i de la comtessa Donya Cristina Fernández.
Es va casar el juliol de 1074 amb Rodrigo Díaz de Vivar, El Cid, com política d'apropament entre els nobles d'Alfons VI de Castella. Amb El Cid, Ximena tingué tres fills:
- Cristina Rodríguez (cap al 1075 - ?) casada en segones núpcies amb Ramir Sanxes. Donya Elvira en el Cantar del Mío Cid
- Diego Rodríguez (cap al 1076 - 1097) mort amb 19 anys a la batalla de Consuegra
- Maria Díaz de Vivar (cap al 1077 - 1105) casada en segones núpcies amb Ramon Berenguer III, comte de Barcelona. Doña Sol en el Cantar del Mío Cid.

A la mort del Cid, el 1099, sostingué el Setge de Balansiya enfront dels atacs almoràvits amb l'ajut del seu gendre Ramon Berenguer III, però finalment no pogué mantenir València. El 1102, la ciutat de València fou ocupada per Yusuf Mazdali ibn Banlunka i Ximena i la població foren escoltats per l'exèrcit d'Alfons VI de Lleó, cosí seu. Donya Ximena es va retirar al monestir de San Pedro de Cardeña, on va morir el 1115.
Fou enterrada al costat del Cid a Sant Pedro de Cardeña. El 1921 es traslladaren les seves restes a la Catedral de Burgos, on reposen definitivament.